# Großwarasdorf
Großwarasdorf (węg. Szabadbáránd, burg.-chorw. Veliki Borištof) – gmina w Austrii, w kraju związkowym Burgenland, w powiecie Oberpullendorf. 1 stycznia 2014 liczyła 1,43 tys. mieszkańców.